# 哥伦布峰
哥伦布峰（西班牙語：Pico Cristóbal Colón，原住民科吉人称为Gonawindua）是哥伦比亚的最高或第二高峰，圣玛尔塔雪山两个相隔不足一公里的等高山尖儿中偏东北方的那一个，其西班牙语名称指克里斯托弗·哥伦布。与哥伦布峰所在的姊妹峰最近的更高山是距离1288千米的卡扬贝火山。哥伦布峰和其他的山一样，终年山顶被积雪覆盖。
其西南侧不足一公里处的西蒙·玻利瓦尔峰可能更高，如果真是那样的话，西蒙·玻利瓦尔峰将成为哥伦比亚的最高峰，而哥伦布峰的地形突起度将由五千余米降至仅两百米左右。